# Joan Pau Canals i Martí
Joan Pau Canals i Martí   (Barcelona, 1730 - Madrid, 1786) fou un empresari tèxtil, químic i erudit català.

## Biografia
Fill d'Esteve Canals i Guerau, provinent de Sant Vicenç de Riells, que l'any 1739 establí a Barcelona una de les primera fàbrica d'indianes de Catalunya. Joan Pau heretà la fàbrica i s'especialitzà en l'estudi de la fabricació. El 1760 anà a Madrid en representació dels fabricants catalans i des de l'administració espanyola li encarregaren estudiar el conreu de la roja a Castella, que millorà fins al punt que l'any 1768 ja subministrava a totes les fàbriques de Catalunya. Gràcies a aquest estudi fou nomenat Director y Visitador del Ramo de Tintes del Reino.
A petició de la Junta de Comerç de Barcelona, elaborà el manual Colección de lo perteneciente al ramo de la rubia o granza en España per promoure el seu conreu a Catalunya (1766). També elaborà diferents estudis sobre l'ús de mol·luscos per generar tints com el de la porpra dels fenicis en col·laboració amb Francesc de Dusai i destacà també com a dibuixant. Malgrat el seu èxit com a investigador i erudit, no mostrà un gran interès en el desenvolupament de la seva fàbrica, que arrendà l'any 1783 a Antoni Nadal i Darrer.
El 1777, el rei Carles III li concedí el títol de baró de la Vallroja, veïnat de Riells, on encara resta la casa pairal de Can Canals. Fou membre de la Reial Acadèmia de Ciències i Arts de Barcelona i acadèmic de mèrit de la Academia de San Fernando de Madrid.